# Resolutie 657 Veiligheidsraad Verenigde Naties
Resolutie 657 van de Veiligheidsraad van de Verenigde Naties werd op 15 juni 1990 aangenomen. Dat gebeurde met unaniem van stemmen.

## Achtergrond
Nadat in 1964 geweld was uitgebroken op Cyprus stationeerden de VN er de UNFICYP-vredesmacht, waarvan de missie sindsdien om het half jaar wordt verlengd.

## Inhoud
De Veiligheidsraad:
- neemt nota van de rapporten van de secretaris-generaal over de VN-operatie in Cyprus;
- bemerkt de aanbeveling van de secretaris-generaal om de macht met een periode van zes maanden te verlengen;
- bemerkt ook het akkoord van de Cypriotische overheid voor het behoud van de macht na 15 juni 1990;
- herbevestigt resolutie 186 (1964);

1. verlengt de VN-vredesmacht nogmaals met een verdere periode tot 15 december 1990;
2. vraagt de secretaris-generaal zijn bemiddeling voort te zetten, de Veiligheidsraad op de hoogte te houden en tegen 30 november 1990 te rapporteren over de uitvoering van deze resolutie;
3. roept alle betrokken partijen op om te blijven samenwerken met de macht.

## Verwante resoluties
- Resolutie 646 Veiligheidsraad Verenigde Naties (1989)
- Resolutie 649 Veiligheidsraad Verenigde Naties
- Resolutie 680 Veiligheidsraad Verenigde Naties
- Resolutie 682 Veiligheidsraad Verenigde Naties

Lijst ·  647 ·  648 ·  649 ·  650 ·  651 ·  652 ·  653 ·  654 ·  655 ·  656 ·  657 ·  658 ·  659 ·  660 ·  661 ·  662 ·  663 ·  664 ·  665 ·  666 ·  667 ·  668 ·  669 ·  670 ·  671 ·  672 ·  673 ·  674 ·  675 ·  676 ·  677 ·  678 ·  679 ·  680 ·  681 ·  682 ·  683